# Lillian Blauvelt
Lillian Blauvelt (1873-1947) est une chanteuse d'opéra américaine, active dans la première décennie du XXe siècle. Sa tessiture est celle d'une soprano avec un timbre très pur et une distinction dramatique. Son registre vocal va du sol au ré.
Tout au long des années 1890, elle fait de nombreuses tournées aux États-Unis et en Europe en tant que soliste.

## Carrière

Lillian Blauvelt (1907).

Lillian Blauvelt étudie d'abord le violon. Elle se produit en concert a l'âge de huit ans. Conseillée par Emma Fursch-Madi, elle commence ses études vocales à New York en 1889, puis étudie à Paris. Elle donne un premier concert très réussi à Bruxelles en 1893, où elle signe un contrat avec l'Opéra de Bruxelles la même année. Après un voyage en Allemagne et en Russie, elle revient aux États-Unis et chante principalement en concert. Blauvelt étudie également avec Anna Schoen-René (de). Schoen-René l'a fait chanter pour ses propres professeurs, Maria Malibran, et sa sœur, Pauline Viardot vers 1901. Elle est diplômée du Conservatoire national de musique américain (en).
Blauvelt chante dans des concerts de Brooklyn et de la ville de New York avant de devenir la soprano de la West Presbyterian Church (en) de la 42e Rue, entre la Cinquième avenue et la Sixième avenue, en 1893. En janvier 1893, elle chante l'air de l'Acte I d'Aida et le duo d'Aida et Amneris de l'Acte II, avec Mme Luckstone-Myers, une contralto, au concert du dimanche au Music Hall.
En 1897, elle apparaît à Londres, à la fois sur scène et en concert.
En 1898, elle chante dans le Requiem de Verdi à Rome, et sous la direction de Sir Henry Wood au Royal Albert Hall à Londres. Quarante ans plus tard, la liste des meilleurs artistes avec qui Wood a déjà travaillé comprend  Ferruccio Busoni, Fritz Kreisler, Pablo Casals et Lillian Blauvelt. En 1899, elle chante des extraits du Cid de Massenet dont Pleurez ! pleurez mes yeux… (Chimène - Acte III) au Queen's Hall durant le festival musical de Londres. Elle chante aux concerts Kaim à Munich, en octobre de la même année. En 1900, elle chante la chanson d'Ophélie, l'air de la folie d'Hamlet, au second festival musical de Londres au Queen's Hall.
En 1900, elle est généralement considérée par les Européens comme la soprano américaine préférée, et le désir d'étendre ses pouvoirs l'incite à rechercher des rôles sur scène. Elle joue Marguerite dans Faust et dans Roméo et Juliette à Covent Garden à Londres. Elle apparaît dans l'opérette d'Arthur Sullivan, The Golden Legend en 1900, mais son ambition est de faire de la comédie ainsi que des pièces de soprano dramatiques.
Le 9 août 1902, elle chante au couronnement du roi Édouard VII à Londres. Elle apparaît ensuite dans des concerts partout en Europe, et après 1903 chante fréquemment à Covent Garden.
En 1904, elle chante Sweet Bird de Il pensiero de Haendel et l'air de Suzanne des Noces de Figaro de Mozart aux concerts Lamoureux au Nouveau-Théâtre à Paris,. Gabriel Fauré, critique au Figaro écrit « je dirai combien a été appréciée la jolie voix de Mme Lillian Blauvelt, une jeune cantatrice américaine qu'on n'avait pas encore eu le plaisir d'entendre à Paris et qui a chanté avec un art et un style très remarquables ».
Elle joue avec le New York Symphony Orchestra à Carnegie Hall, dans la neuvième saison des Symphony Concerts for Young People, en 1904, le programme est consacré à des œuvres de Bizet, Gounod, Verdi et Richard Wagner. Blauvelt et Edward P. Johnson sont les solistes avec l'orchestre dirigé par Frank Damrosch.
Elle chante devant un public de 3 000 personnes, au casino d'Asbury Park, New Jersey, en juillet 1904. Le mois suivant, Alice Roosevelt Longworth assiste à un concert donné par la  chorale de la ville de Bar Harbor, dans le Maine, au cours duquel Blauvelt chante. Elle remplace Ella Russell dans un quatuor de soliste à Noël 1904 au cours d'une représentation du Messiah, présentée par la Société d'Oratorio au Carnegie Hall.
En 1905, Blauvelt signe un contrat de six ans avec Fred C. Whitney pour apparaître dans l'Opéra-comique. Elle aurait reçu 504 000 $ pour ses services ou 2 000 $ (10 000 francs) par semaine. Sa première entreprise après la signature du contrat est une production de The Rose of Alhambra, écrite par Charles Emerson Cook et Lucius Hosmer. Cook était un proche de David Belasco.
Elle est soliste en  février 1905 au New York Symphony Concert donné à l'Alexander Hall sur le campus de l'Université de Princeton. Elle chante Una Voce Poco Fa de Rossini. Les cinq premiers violons sont ajoutés à l'orchestre pour restreindre l'effet des cuivres. La même année, elle chante en solo dans une production du Stabat Mater de Dvořák dans le cadre d'un hommage à Dvořák au Carnegie Hall, le 14 mars. En 1905, Blauvelt est choisie pour chanter la partie de soprano de la composition de Verdi dans un concert commémoratif pour le compositeur à Rome.
Elle apparaît au Lyceum Theatre à Rochester, New York, en novembre 1905, pour la première de The Rose of Alhambra, l'opéra comique écrit par Charles Emerson Cook et dirigé par F. C. Whitney. C'est son premier travail d'opéra comique après des années de travail de Grand opéra. Blauvelt reçoit des rappels « jusqu'à ce qu'elle soit obligée de refuser de poursuivre ». En 1906, elle chante dans les opérettes Dream City et The Magic Knight (en) de Victor Herbert, sans doute l'apogée de sa carrière en tant qu'artiste lyrique.
Après une série de prix internationaux en 1908 et une conversion au catholicisme en 1909, sa voix perd de son lustre et elle cesse de faire de nombreuses tournées.
En octobre 1911, elle chante au Festival de Norfolk et Norwich (en) dirigé par Henry Wood, avec les autres solistes Agnes Nicholls, Ada Forrest, Louise Kirkby Lunn, Ada Crossley (en), Phyllis Lett, Ellen Beck (da), Gervase Elwes, MM. Herbert Hegner, Joseph Reed, Thorpe Bates et Wilfrid Douthitt (Louis Graveure (en)).
En décembre 1912, elle revient d'Europe et se produit dans un quatuor de solistes dans Le Messie à l'Aeolian Hall à Manhattan. Cela marque sa première participation dans un concert de la ville de New York pour un certain nombre d'années. Une revue dit que « sa superbe voix et le style avaient très peu changé, mais que, en se précipitant sur l'air Rejoice Greatly, elle a réduit son importance pour le public. ».
Elle continue à chanter, principalement en concert, jusqu'en 1920. Plus tard, elle vit et enseigne à Chicago, où elle meurt en 1947.
Lillian Blauvelt fut l'une des premières chanteuses à enregistrer des disques RCA Red Seal Records en 1903.

## Mariages

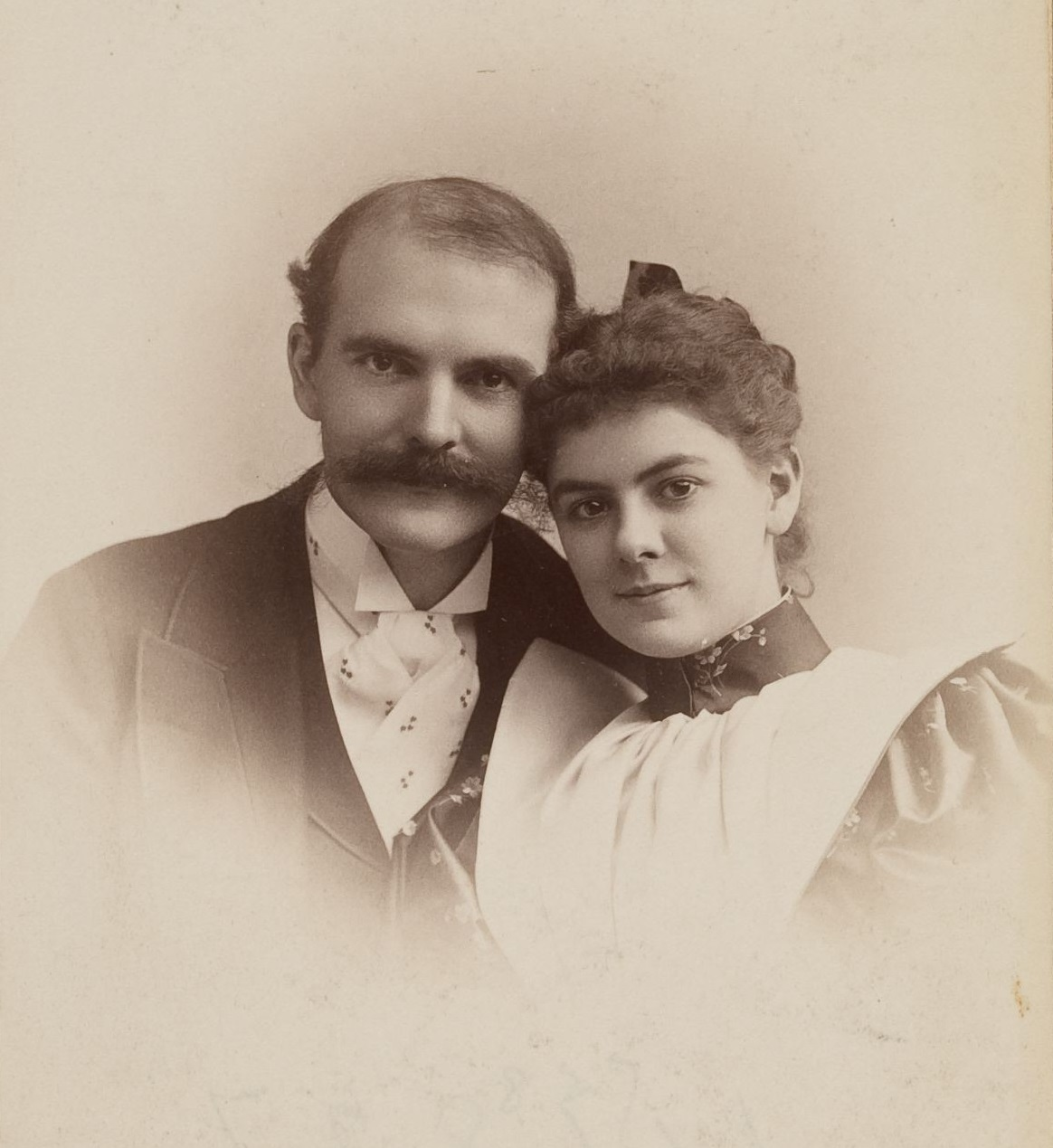
Blauvelt avec son premier mari, Royal S. Smith.

Blauvelt s'est mariée un certain nombre de fois. Son premier mari est Royal S. Smith, l'un des organistes de Brooklyn. En 1907, elle se marie à William Frederic Pendleton (en). Le 30 juin 1910, elle épouse le Dr walter Charpentier à Brooklyn.